# 萊斯酒店
萊斯酒店位於澳門漁人碼頭勵駿碼頭內，樓高5層，共72間房間，整座酒店均以18世紀維多利亞式建築設計，向海景觀。毗鄰澳門漁人碼頭巴比倫娛樂場及火鳥角子機娛樂場。酒店客房利用維多利亞式的風格，每間客房均設獨立陽台，因此入住客人可享受無遮擋海景。
2022年7月10日起，該酒店被澳門特別行政區政府徵用作“自我健康管理酒店”，接待澳門健康碼黃碼人士入住。

## 交通配套

### 自設交通
漁人碼頭及萊斯酒店設有來往碼頭及酒店與口岸的接駁專巴服務。接駁專巴服務設有以下2條路線：
1. 漁人碼頭 ↔ 關閘口岸
2. 萊斯酒店 ↔ 港澳碼頭

## 外部參考
- 萊斯酒店 （页面存档备份，存于）

1. ↑  . 東方日報. 2022年8月1日  [2022年8月17日]. （原始内容存档于2022年8月17日）.